# Chris Norbury
Chris Norbury (ur. 14 sierpnia 1986 w Accrington) – angielski snookerzysta. Dwukrotnie (2008 i 2009 rok) startował w serii turniejów Paul Hunter Classics. Za każdym razem odpadał już w 1 rundzie. W sezonie 2006/2007 uplasował się na 75. miejscu w światowym rankingu snookera.